# 215
El año 215 (CCXV) fue un año común comenzado en domingo del calendario juliano, en vigor en aquella fecha.
En el Imperio romano el año fue nombrado como el del consulado de Leto y Sila o, menos comúnmente, como el 968 Ab urbe condita, siendo su denominación como 215 posterior, de la Edad Media, al establecerse el Anno Domini.

## Acontecimientos

### Imperio romano
- Las tropas de Caracalla masacran a la población de Alejandría.
- Caracalla introduce una nueva moneda, el antoniniano. El peso de esta moneda es solo 1/50 de una libra. El cobre desaparece gradualmente, y a mediados del siglo III, con la economía romana en crisis, el antoniniano será la única moneda oficial.

### Asia
- Zhang Liao resiste la fuerza invasora de Sun Quan en el asedio de Hefei.

## Nacimientos
- Sapor I, rey de Persia.